# Oswiu
Oswiu de Northúmbria (Northúmbria, actual Northumberland, ca. 612 - 670) fou un sobirà del Regne de Bernícia des del 642, que l'unificà amb el Regne de Deira per formar el Regne de Northúmbria. És venerat com a sant per diverses confessions cristianes.

Fill d'Etelfred i germà de Eanfrith i d'Osvald de Northúmbria. Quan aquest darrer morí en la batalla de Maserfield (642) a mans de l'exèrcit de Mèrcia, Northúmbria es fragmentà en dos regnes: mentre que Oswiu fou rei de Bernícia, Oswine, fill d'Osric, es proclamà rei independent de Deira, cap al 644.
Oswiu reforçà la seva posició, amb el suport de l'Església de Roma i mercès a aliances matrimonials. El 642, es casà amb Enfleda, filla d'Edwin i parenta d'Oswine. A més, les seves filles, Alchflaed i Osthryth, s'esposaren amb Peada i Etelred, fills del seu enemic Penda de Mèrcia. Oswiu va promoure la conversió dels seus súbdits al cristianisme i la del Regne d'Essex, ja que convencé Sigebert II d'Essex perquè permetés predicar-hi sant Cedd.
Derrotà els britans, els pictes i els escots; el 651, organitzà a Gilling l'assassinat d'Oswine de Deira, començant així la reconquesta del regne i posant com a rei de Deira el seu nebot Etelwald, fill del seu germà Oswald. Penda de Mèrcia, temorós del poder creixent d'Oswiu, malgrat la seva aliança, atacà el Regne de Northúmbria i arribà a assetjar la ciutat reial de Bamburgh. El 655, el rei de Mèrcia aplegà un gran exèrcit, aliant-se amb el Gwynedd i el Regne de l'Ànglia de l'Est. Amb Penda, atacaren Etelvald de Deira i Oswiu fou obligat a refugiar-se al nord del regne, on fou assetjat a Iudeu (potser l'actual Stirling). No se sap del cert què passà: finalment, en la batalla de Winwaed, el 15 de novembre de 655, Oswiu derrotà i matà Penda.
Després de la victòria, Deira fou donada al fill major d'Oswiu, Alchfrid, que en fou sobirà dependent de Bernícia. Cap al 664-665, Etelvald, que probablement havia estat deposat, es rebel·là i Oswiu ocupà Deira i se'n proclamà rei, unificant així els dos regnes i formant Northúmbria.
Segons la Crònica anglosaxona, després de la victòria sobre Penda, Oswiu fou proclamant bretwalda o rei suprem d'angles i saxons. Beda el Venerable diu que fou l'últim sobirà que tingué l’imperium. Mèrcia fou dividida en dues parts: la del sud fou donada a Peada, fill de Penda i gendre d'Oswiu; Oswiu es quedà la part septentrional de Mèrcia. A la mort de Peada el 656, Oswiu controlà tot Mèrcia, però una revolta en el 658 derrocà els seus governadors i proclamà Wulfhere nou rei de Mèrcia. El 660 Oswiu casà el seu fill Egfrid amb Eteldreda, filla del rei Anna de l'Ànglia Oriental.
Per commemorar la victòria i per complir un vot, confià la seva filla Elfleda a Hilda de Whitby perquè l'eduqués a l'abadia d'Hartlepool; fundà l'abadia de Whitby i Elfreda s'hi feu monja. El 664, en un sínode a Whitby, Oswiu acceptà la litúrgia i usos de l'Església romana, fent així que Colman en marxés i Wilfrid fos nomenat bisbe de York.
Oswiu morí el 670 i fou succeït pel seu fill Egfrid, que donà el tron de Deira al seu germà petit Elfwine.
Pel suport donat a la difusió del cristianisme, fou venerat com a sant per l'Església catòlica, l'ortodoxa i les esglésies anglicanes.